# Subularia
Subularia là chi thực vật có hoa trong họ Cải.